# Raphia sudanica
Raphia sudanica là loài thực vật có hoa thuộc họ Arecaceae. Loài này được A.Chev. miêu tả khoa học đầu tiên năm 1908.